# Bicameralidad

Mapa de los Estados con parlamento o congreso bicameral (en azul).

La bicameralidad es en política, la práctica de poseer dos cámaras legislativas. En ese sentido, un parlamento bicameral es un parlamento o congreso que posee dos cámaras: una cámara baja, generalmente denominada Cámara de representantes, y una cámara alta, habitualmente llamada Senado.
El bicameralismo es un tipo de legislatura que se divide en dos asambleas, cámaras o cámaras separadas, conocidas como legislatura bicameral'. El bicameralismo se distingue del unicameralismo, en el que todos los miembros deliberan y votan como un solo grupo. A 2022, aproximadamente el 40% de las legislaturas nacionales del mundo son bicamerales, mientras que el unicameralismo representa el 60% a nivel nacional y mucho más a nivel subnacional.
A menudo, los miembros de las dos cámaras son elegidos o seleccionados por métodos diferentes, que varían de jurisdicción a jurisdicción. Esto puede dar lugar a que las dos cámaras tengan una composición muy diferente.
La Promulgación de legislación primaria suele requerir una mayoría concurrente, la aprobación de la mayoría de los miembros de cada una de las cámaras del poder legislativo. Cuando éste es el caso, la legislatura puede considerarse un ejemplo de bicameralismo perfecto. Sin embargo, en muchos sistemas parlamentarios y semipresidenciales, la cámara ante la que el ejecutivo es responsable (p. ej. Cámara de los Comunes del Reino Unido y Asamblea Nacional del Francia) puede anular a la otra cámara (por ejemplo, Cámara de los Lores del Reino Unido y Senado de Francia) y puede considerarse un ejemplo de bicameralismo imperfecto. Algunas asambleas legislativas se sitúan entre estas dos posiciones, ya que una cámara puede anular a la otra sólo en determinadas circunstancias.
Algunos de los estados bicamerales son: Alemania, Argentina, Australia, Austria, Bahamas, Barbados, Baréin, Bélgica, Belice, Bielorrusia, Bolivia, Bosnia y Herzegovina, Brasil, Burundi, Camboya, Canadá, Chile, Colombia, Eslovenia, España, Estados Unidos de América, Etiopía, Rusia, Filipinas, Francia, Granada, Haití, India, Indonesia, Irlanda, Islas Marshall, Italia, Jamaica, Japón, Jordania, Kazajistán, Lesoto, Liberia, Madagascar, Malasia, Marruecos, Mauritania, México, Namibia, Nigeria, Países Bajos, Pakistán, Palaos, Paraguay,  Perú, Polonia, Reino Unido, República Checa, República Democrática del Congo, República Dominicana, Nepal, Rumania, Rusia, Santa Lucía, Somalia, Sudáfrica, Suiza, Tailandia, Tayikistán, Trinidad y Tobago, Unión Europea (como entidad supranacional), Uruguay y Zimbabue.

## Historia de las legislaturas bicamerales

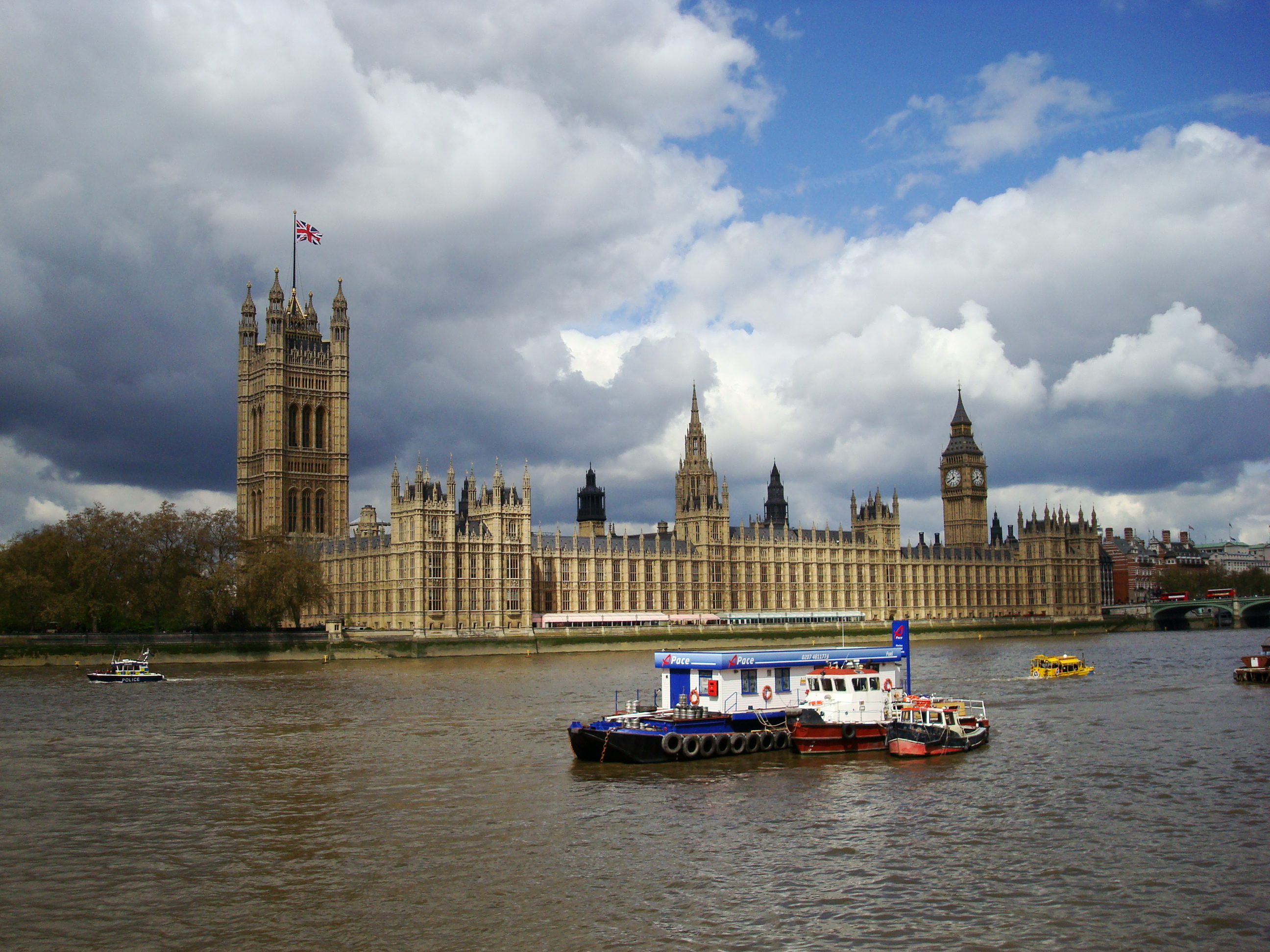
El Palacio de Westminster, sede del Parlamento del Reino Unido

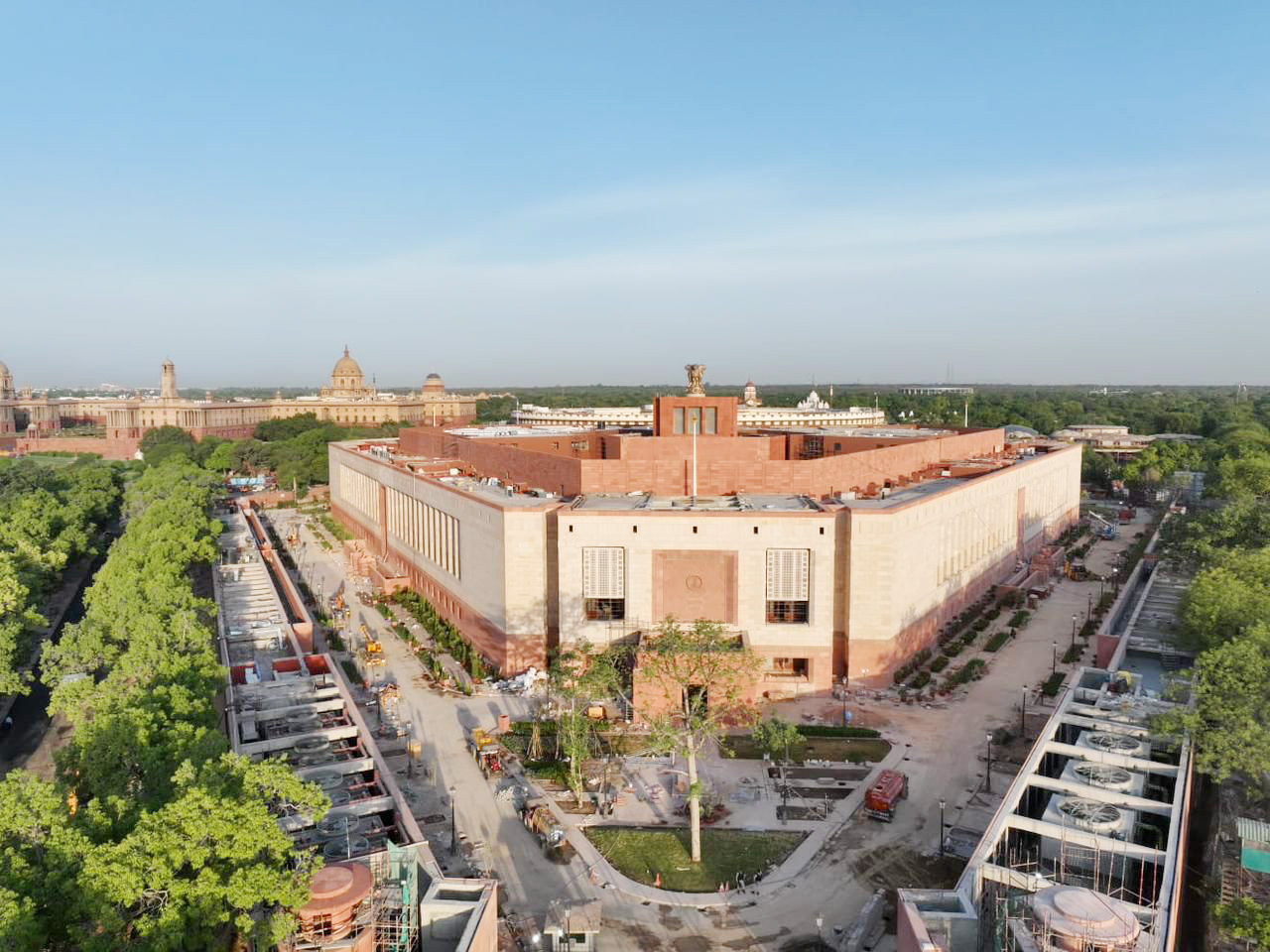
La Nueva Sansad Bhavan, sede del Parlamento de la India

A menudo se hace referencia al Parlamento británico como la "Madre de los Parlamentos" (de hecho, es una cita errónea de John Bright, que en 1865 dijo que "Inglaterra es la Madre de los Parlamentos") porque el Parlamento británico ha sido el modelo para la mayoría de los demás sistemas parlamentarios, y sus Actas han creado muchos otros parlamentos. Los orígenes del bicameralismo británico se remontan a 1341, cuando los Comunes se reunieron por primera vez separados de la nobleza y el clero, creando una Cámara Alta y una Cámara Baja, en la que se sentaban los caballeros y burgueses. A partir de 1544, esta Cámara Alta pasó a denominarse Cámara de los Lores, y la Cámara Baja, Cámara de los Comunes, conocidas colectivamente como Cámaras del Parlamento.
Muchas naciones con parlamentos han emulado en cierta medida el modelo británico de "tres niveles". La mayoría de los países de Europa y de la Commonwealth tienen parlamentos organizados de forma similar, con un jefe de Estado en gran parte ceremonial que abre y cierra formalmente el parlamento, una gran cámara baja elegida y (a diferencia de Gran Bretaña) una cámara alta más pequeña. 
Los Padres fundadores de los Estados Unidos también eran partidarios de una legislatura bicameral. La idea era que el Senado fuera más rico y más sabio. Sin embargo, Benjamin Rush lo vio así y señaló que "este tipo de dominio está casi siempre relacionado con la opulencia". El Senado fue creado para ser una fuerza estabilizadora, no elegido por los electores en masa, sino seleccionado por los legisladores estatales. Los senadores tendrían más conocimientos y serían más deliberantes -una especie de nobleza republicana- y un contrapunto a lo que James Madison veía como la "inconstancia y la pasión" que podían absorber la Cámara.
Señaló además que "La utilidad del Senado ha de consistir en que proceda con más frialdad, con más sistema y con más sabiduría, que el poder popular." El argumento de Madison llevó a los Forjadores a conceder al Senado prerrogativas en política exterior, un área en la que la firmeza, la discreción y la cautela se consideraban especialmente importantes. Los legisladores estatales elegían al Senado, y los senadores debían poseer propiedades importantes para ser considerados lo suficientemente dignos y sensatos para el cargo. En 1913, se aprobó la 17.ª Enmienda, que obligaba a elegir a los senadores por votación popular en lugar de por las legislaturas estatales.
Como parte del Gran Compromiso, los Padres Fundadores inventaron un nuevo fundamento para el bicameralismo en el que el Senado tenía el mismo número de delegados por estado, y la Cámara tenía representantes por poblaciones relativas.

## Teoría

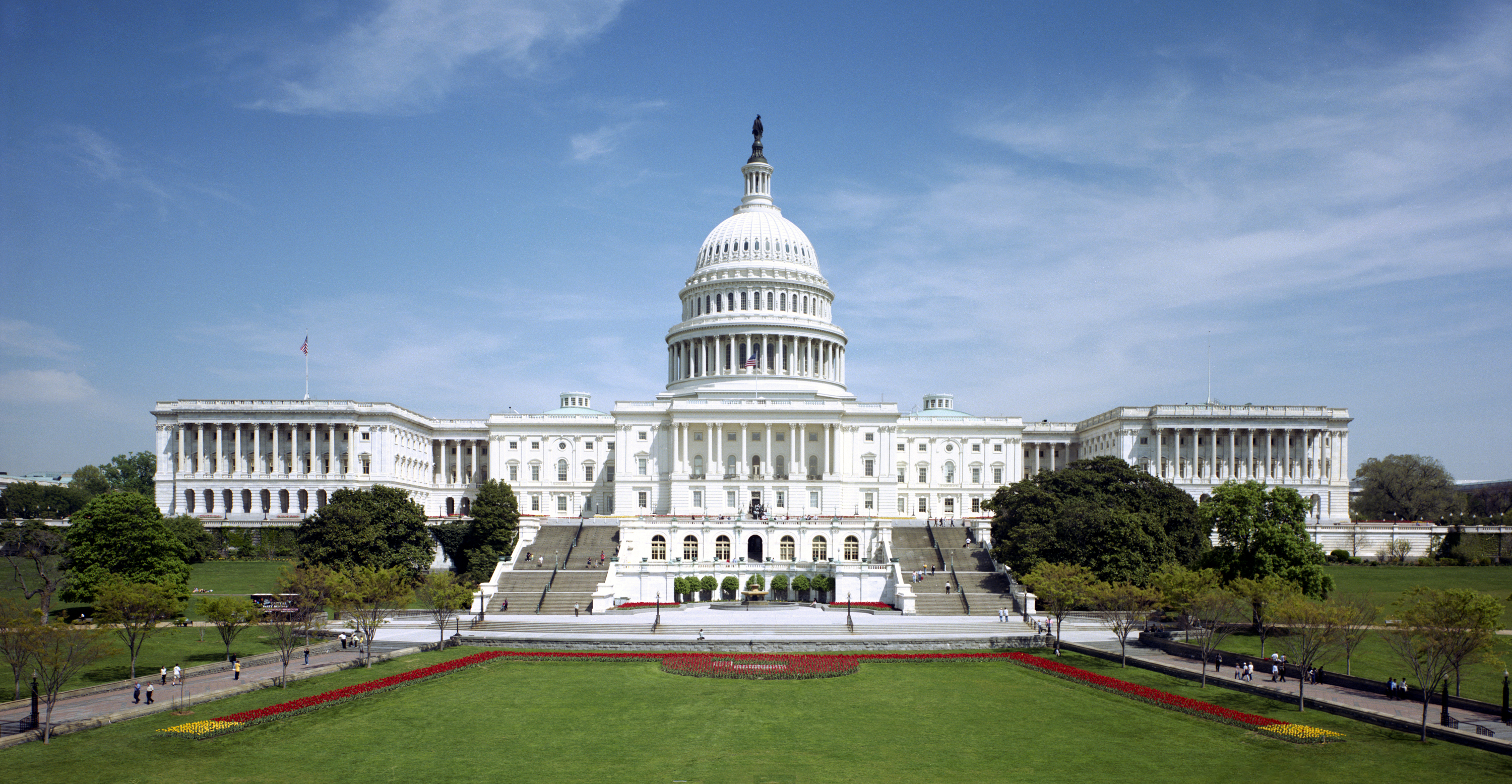
La legislatura bicameral de los Estados Unidos se encuentra en el Capitolio, un edificio con dos alas. El ala norte (izquierda) alberga al Senado, mientras que el ala sur (derecha) alberga la Cámara de Representantes.

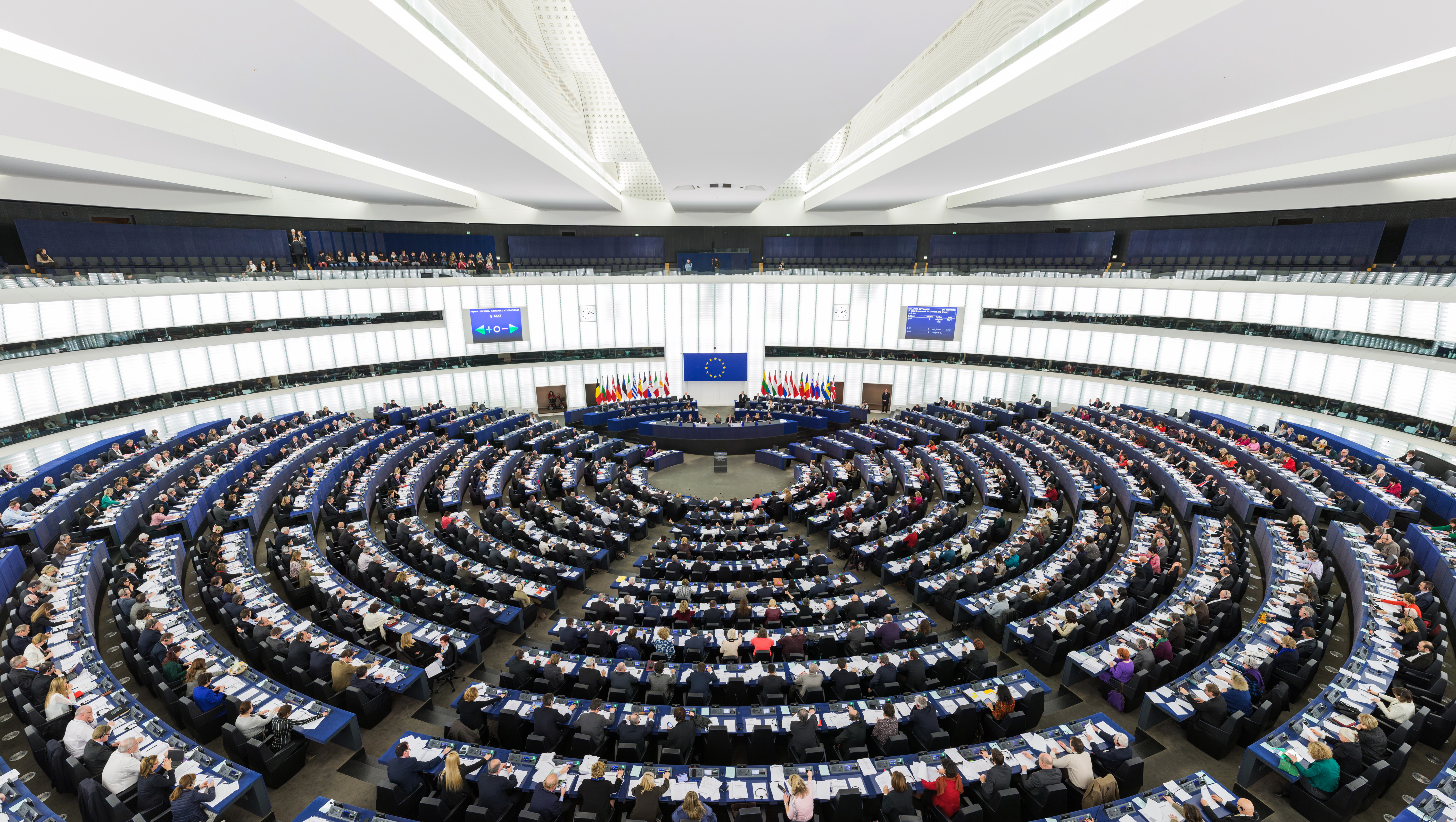
La cámara baja de la Unión Europea es el Parlamento Europeo, sus miembros, los eurodiputados, son votados y elegidos por los ciudadanos de la Unión mediante las elecciones europeas. La cámara alta es el Consejo de la Unión.

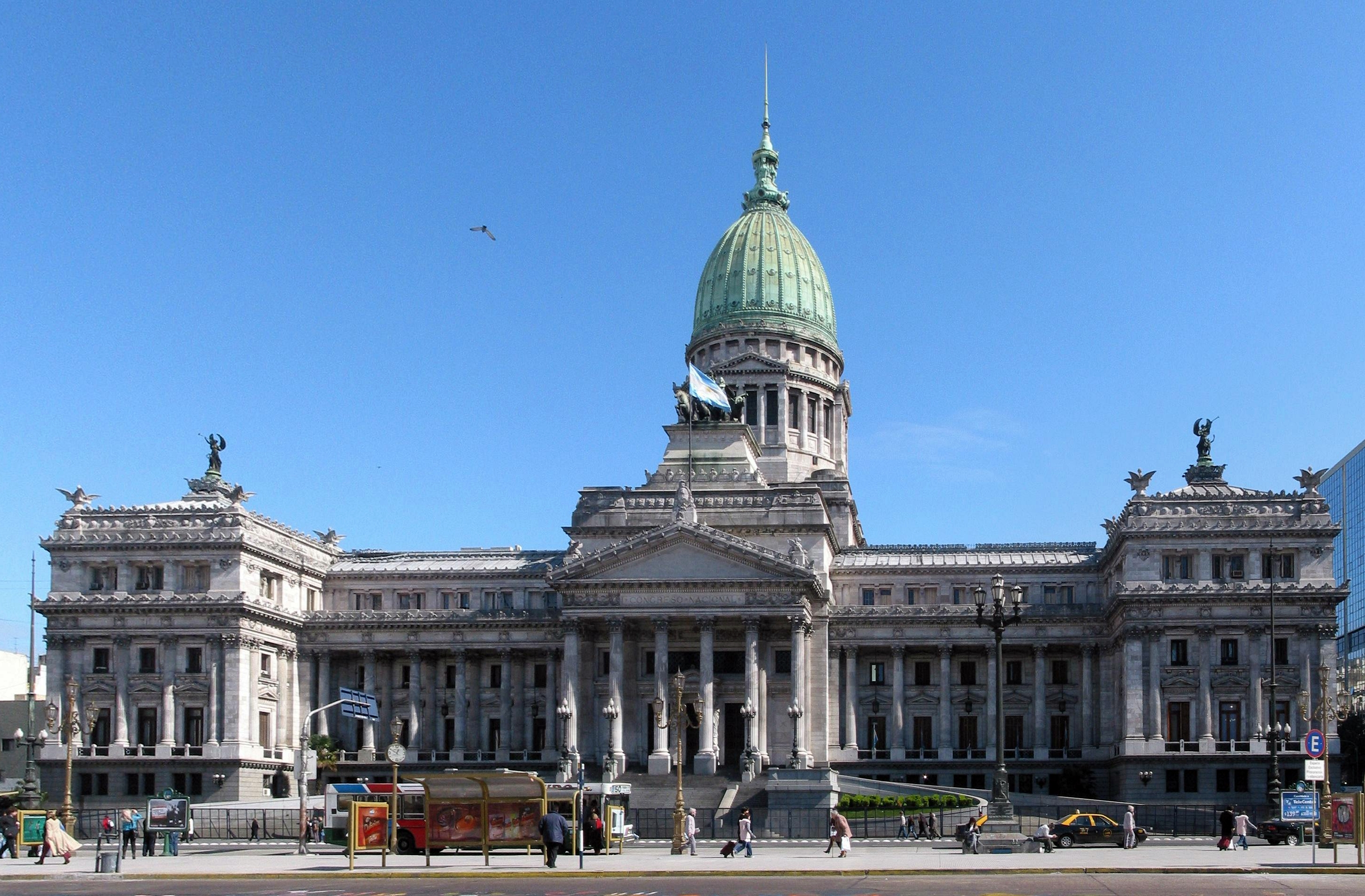
Edificio del Congreso de la Nación Argentina.

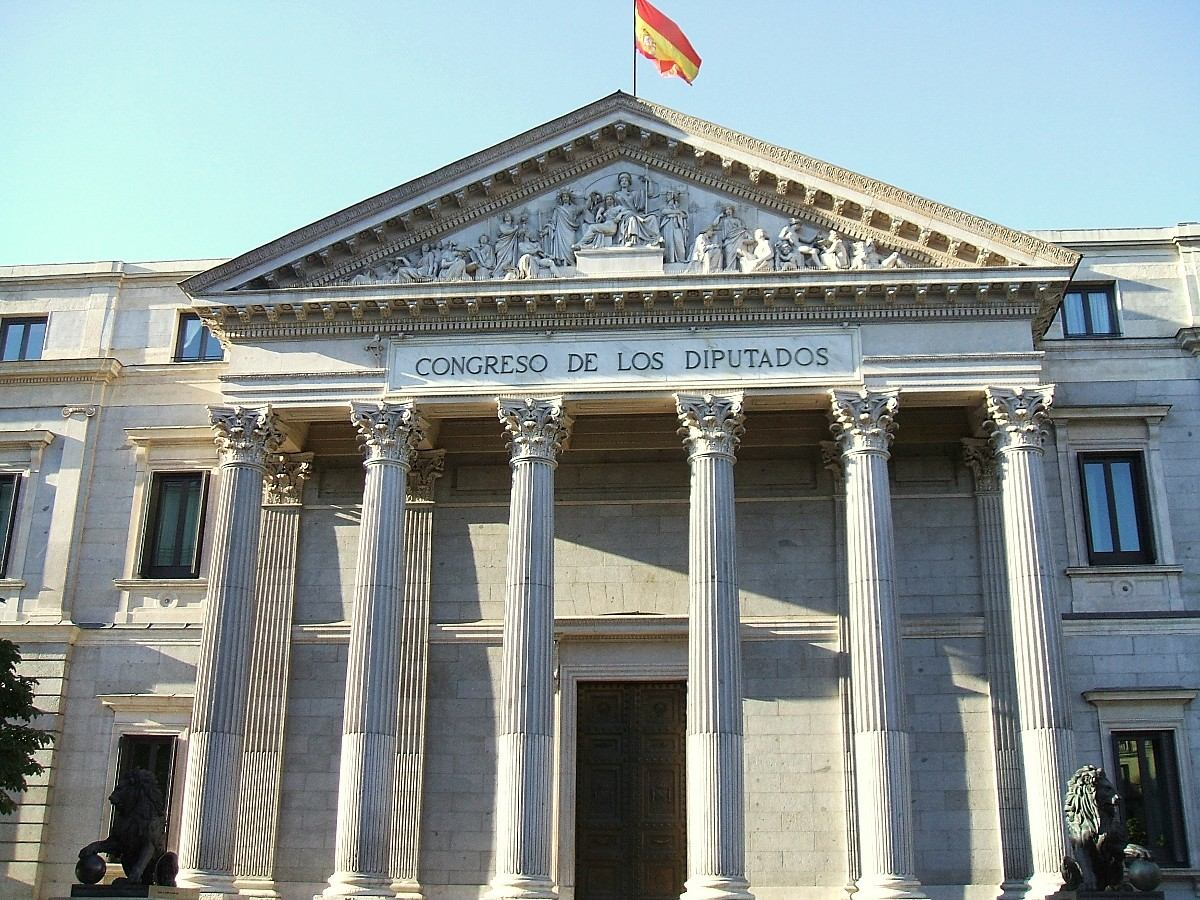
El Congreso de los Diputados de España que conforma la cámara baja.

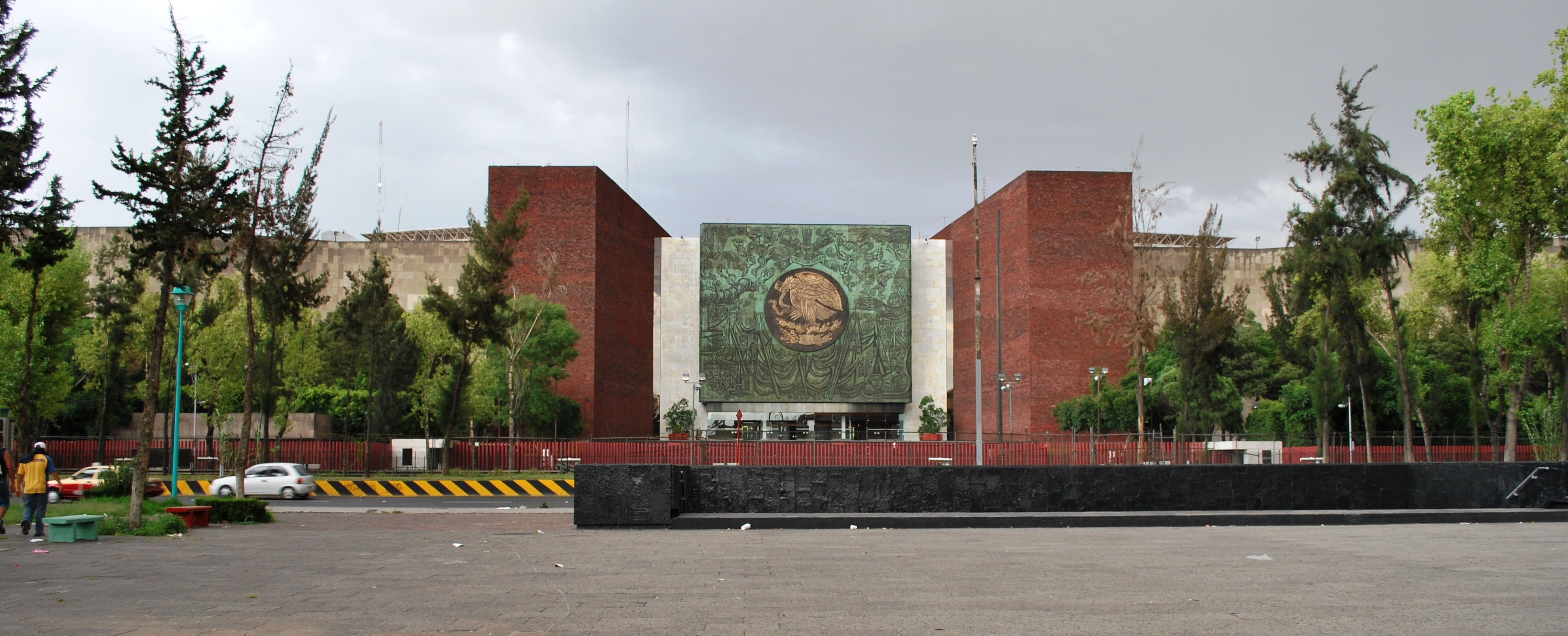
La Cámara de Diputados de México.

Aunque los orígenes de la bicameralidad pueden remontarse hasta la época de la Antigua Grecia y el Imperio romano, los parlamentos bicamerales propiamente dichos aparecieron en la Europa medieval, cuando se asoció con la representación de los distintos estados de un reino.
Los fundadores de los Estados Unidos desecharon cualquier noción de representación separada para una aristocracia social pero aceptaron la creación de una bicameralidad en cuyo Senado todos los Estados se encuentran igualmente representados enviando dos senadores, y en la Cámara de Representantes el número de Representantes de cada Estado es proporcional a la población. Ambas cámaras usan el escrutinio mayoritario uninominal para la elección de sus miembros.
Los fundadores de los Estados Unidos diseñaron la bicameralidad para el Congreso como un contrapeso interno de limitación del poder de la rama legislativa, como menciona James Madison en El Federalista n.º 51:

«Pero es imposible darle a cada departamento el mismo poder de autodefensa. En el gobierno republicano predomina necesariamente la autoridad legislativa. El remedio de este inconveniente consiste en dividir la legislatura en ramas diferentes, procurando por medio de diferentes sistemas de elección y de diferentes principios de acción, que estén tan poco relacionadas entre sí como lo permita la naturaleza común de sus funciones y su común dependencia de la sociedad.»
James Madison, El Federalista n.º 51

En adelante, los estados federales han optado por la bicameralidad sobre todo cuando se necesita, en función de las diferencias regionales, que cada parte del país se encuentre suficientemente representada. Sin embargo, la antigua justificación para la existencia de una cámara baja se mantuvo en la idea de una nueva oportunidad para una segunda opinión sobre los temas legislativos. 
Las relaciones entre las dos cámaras varían. En algunos casos tienen iguales poderes mientras que en otras, una cámara es claramente superior. En los sistemas federales y presidencialistas se presenta mayormente la igualdad de las cámaras. La supremacía de una cámara se presenta en los sistemas de gobierno parlamentarista.
La promulgación de la legislación primaria a menudo requiere una mayoría concurrente: la aprobación de la mayoría de los miembros en cada una de las cámaras de la legislatura. Cuando este es el caso, puede decirse que la legislatura es un ejemplo de bicameralismo perfecto. Sin embargo, en muchos parlamentos del sistema de Westminster la cámara de la que el ejecutivo es responsable puede invalidar a la otra cámara y puede considerarse como un ejemplo de bicameralismo imperfecto. Algunas legislaturas se encuentran entre estas dos posiciones, con una cámara sólo capaz de anular a la otra bajo ciertas circunstancias.

## Formas de bicameralidad

### Federalismo
Algunos países, como Australia, Argentina, Bélgica, México, los Estados Unidos, India, Brasil y Alemania, enlazan sus sistemas bicamerales con su estructura política federal.

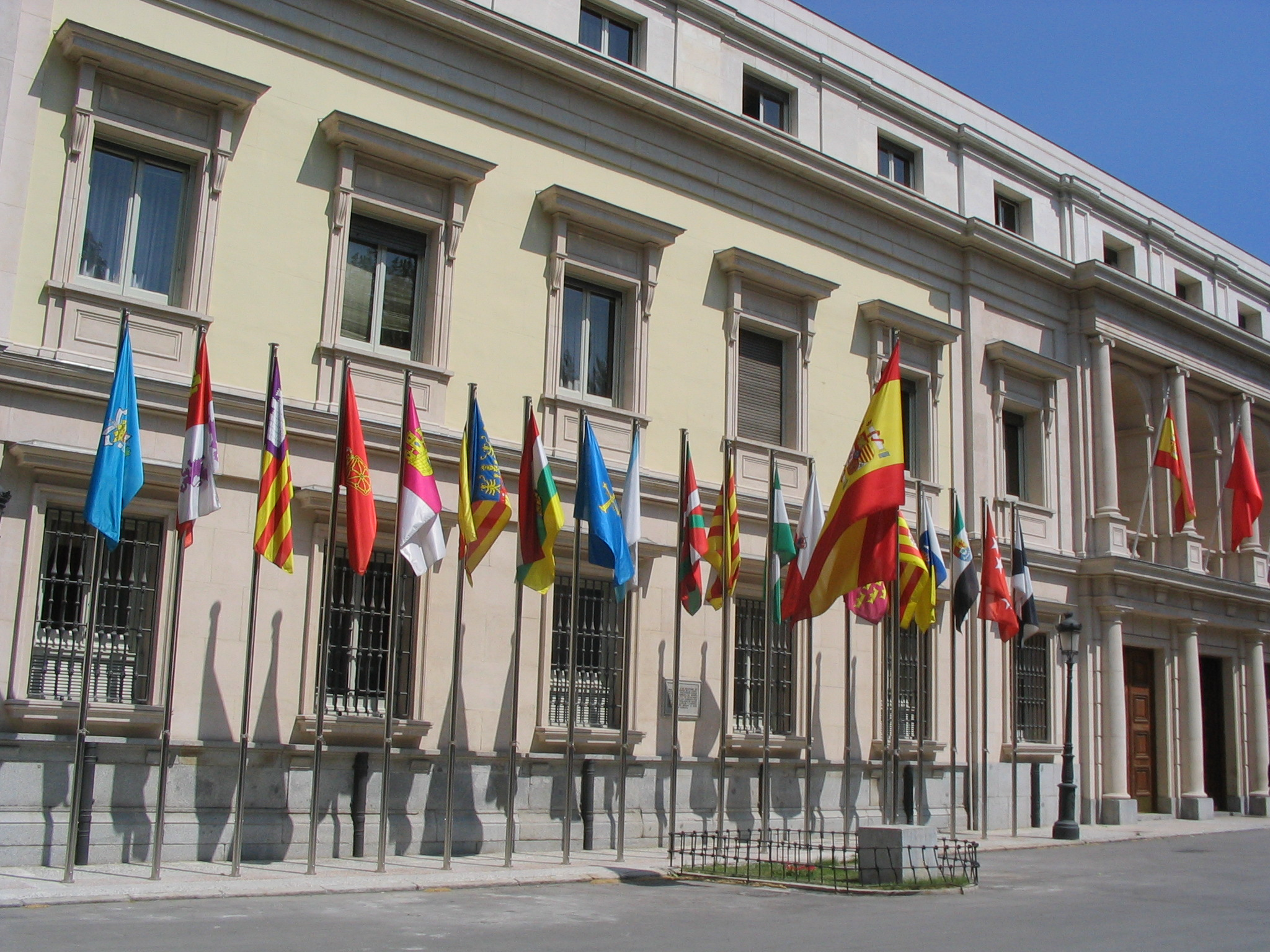
El Senado de España que conforma la cámara alta.

Por ejemplo, en los Estados Unidos, Australia, Brasil, México y Argentina cada estado o provincia tiene un determinado número de escaños en la cámara alta sin importar su población. Esto se hizo para asegurar que los estados pequeños no sean superados por los más populosos. En la cámara baja los escaños se reparten basados únicamente en la población de cada estado.

### Supranacionalismo
La Unión Europea aún no siendo un estado soberano de iure, su ordenamiento constitucional funciona como uno de facto. Dentro de la administración comunitaria existen dos instituciones que forman el sistema bicameral de facto de la Unión Europea, el Parlamento Europeo (Cámara Baja) y el Consejo de la Unión (Cámara Alta), estas dos cámaras aprueban o rechazan mediante codecisión (PL y PL ordinario) los proyectos de ley (legislación europea) que diseña, plantea y propone la Comisión Europea a dichas cámaras. El Parlamento Europeo es descrito como uno de los legisladores más poderosos del mundo, con 720 eurodiputados (751 antes del Brexit) solo superado por el Parlamento de la India.

### Bicameralidad aristocrática
En algunos países, la bicameralidad implica la yuxtaposición de elementos democráticos y aristocráticos. El ejemplo más conocido es en Reino Unido en donde la Cámara de los Lores que representa un vestigio del sistema aristocrático que alguna vez predominó en la política británica. A su vez, la Cámara de los Comunes se encuentra compuesta por parlamentarios electos.

### Como forma de revisión
Muchos sistemas bicamerales no están conectados ni con el federalismo ni con la aristocracia. Algunos países de América del Sur, Japón, Francia, las Filipinas e Irlanda son ejemplos de sistemas bicamerales en estados unitarios. En países como estos, la cámara alta existe únicamente con el propósito de fiscalizar y, excepcionalmente, vetar las decisiones de la cámara baja. Por lo general son políticamente iguales, salvo en la elaboración del presupuesto nacional. El poder ejecutivo debe mandar el proyecto de presupuesto a la cámara baja y esta lo discute y aprueba en su primer trámite, enviándolo a cámara alta para su revisión y aprobación.

## Justificación del bicameralismo y la crítica
Un formidable interés siniestro siempre puede obtener el mando completo de una asamblea dominante por alguna casualidad y por un momento, y por lo tanto es de gran utilidad tener una segunda cámara de tipo opuesto, compuesta de manera diferente, en la que ese interés con toda probabilidad se mantendrá y no gobernará
Walter Bagehot

Ha habido una serie de razones presentadas a favor del bicameralismo. Los estados federales a menudo lo han adoptado, y la solución sigue siendo popular cuando las diferencias o sensibilidades regionales requieren una representación más explícita, con la segunda cámara representando a los estados constituyentes. Sin embargo, la antigua justificación de las segundas cámaras —brindar oportunidades para reflexionar sobre la legislación— ha sobrevivido. Para los estados que están considerando un arreglo constitucional diferente que puede transferir el poder a nuevas agrupaciones, el bicameralismo podría ser exigido por grupos actualmente hegemónicos que de otro modo evitarían cualquier cambio estructural (por ejemplo, dictaduras militares, aristocracias).
La creciente conciencia de la complejidad de la noción de representación y la naturaleza multifuncional de las legislaturas modernas puede estar proporcionando nuevos fundamentos incipientes para las segundas cámaras, aunque estas generalmente siguen siendo instituciones cuestionadas en formas en que no lo son las primeras cámaras. Un ejemplo de controversia política con respecto a una segunda cámara ha sido el debate sobre los poderes del Senado de Canadá o la elección del Senado de Francia.
La relación entre las dos cámaras varía: en algunos casos tienen el mismo poder, mientras que en otros, una cámara es claramente superior en sus poderes. El primero suele ser el caso de los sistemas federales y aquellos con gobiernos presidenciales. El segundo tiende a ser el caso en estados unitarios con sistema parlamentario. Hay dos corrientes de pensamiento: los críticos creen que el bicameralismo hace que las reformas políticas significativas sean más difíciles de lograr y aumenta el riesgo de estancamiento, particularmente en los casos en que ambas cámaras tienen poderes similares, mientras que los defensores argumentan los méritos de los controles y equilibrios que proporciona el modelo bicameral, que creen que ayuda a prevenir una legislación mal pensada.